# Marionetas (telenovela)
Marionetas é uma telenovela mexicana produzida por Eugenio Cobo para a Televisa e exibida pelo Canal de las Estrellas entre 7 de abril e 26 de setembro de 1986.
A trama foi protagonizada por Alma Delfina, Ana Silvia Garza e Jessica Jurado. 

## Enredo
Laura, Magdalena y Alejandra são três jovens que chegam a Cidade do México para estudar suas carreiras universitárias. Ao se conhecerem, formam uma especie de família para apoiar umas a outras.
Magdalena estuda medicina. É a mais centrada das três. Conhece e se apaixona por Gustavo. Eventualmente se casam.
Alejandra estuda direito. É a mais racional e analítica das três, e em ocasiões chega a ser dura e intolerante. Se casa com Luis e tem filhos, mas ao passar os anos, ele se torna infiel. Luis tenta se reconciliar com Alejandra, mas ela não aceita suas desculpas. Ao final, Magdalena lhe pergunta si nunca perdoará a Luis, e Alejandra responde que não pode dizer 'nunca', ainda que duvida, já que quando se casaram prometeram nunca reclamarem, e isso não aconteceu.
Laura é a mais aberta e generosa das três, mas também a que mais desenganos sofre. Se enamora de Jorge, mas ele lhe é infiel e se casa com uma mulher de dinheiro, filha de seu chefe. Anos depois volta a se apaixonar, desta vez de Francisco, um homem casado. Este romance proibido faz com que ela se distancie de Alejandra e Laura quem, ao serem mulheres casadas, não podem entender que sua amiga seja uma 'destruidora de lares' e está disposta a ser a outra mulher.
Logo de estar separados, Francisco e Laura ficam de se ver. Ele não chega ao encontro e ela crê que novamente ele a enganou. Dois dias depois, Laura recibe a visita da filha de Francisco, que lhe revela que ele teve um infarto no dia do encontro. Também lhe conta que, antes de morrer, lhe pediu que fora a ver a Laura para dizê-la que foi o amor de sua vida.
Preocupadas pela depressão de Laura, Magdalena e Alejandra vão vê-la, e se reconciliam com ela. Las três amigas estão juntas novamente

## Elenco
- Alma Delfina - Laura Contreras
- Ana Silvia Garza - Magdalena Santacruz
- Jessica Jurado - Alejandra Valencia
- Lucero Lander - Mariana
- Martha Navarro - Sofía
- Azucena Rodríguez - Leonor
- Fernando Ciangherotti - Gustavo Almada
- Mapita Cortés - Adriana Gallardo
- Luis Couturier - Marcelo
- Ernesto Laguardia - Sergio
- Manuel López Ochoa - Francisco Mallén
- Isaura Espinoza - Elvira García
- Luis Gatica - Jorge Linares
- Juan Felipe Preciado - Alfredo
- David Ostrosky - Luis

## Prêmios e indicações

### Prêmio TVyNovelas de 1987
| Categoria                  | Nominado(a)    | Resultado |
| -------------------------- | -------------- | --------- |
| Melhor revelação masculina | David Ostrosky | Indicado  |
| Melhor direção de cena     | Miguel Córcega | Indicado  |